# HTC Vox

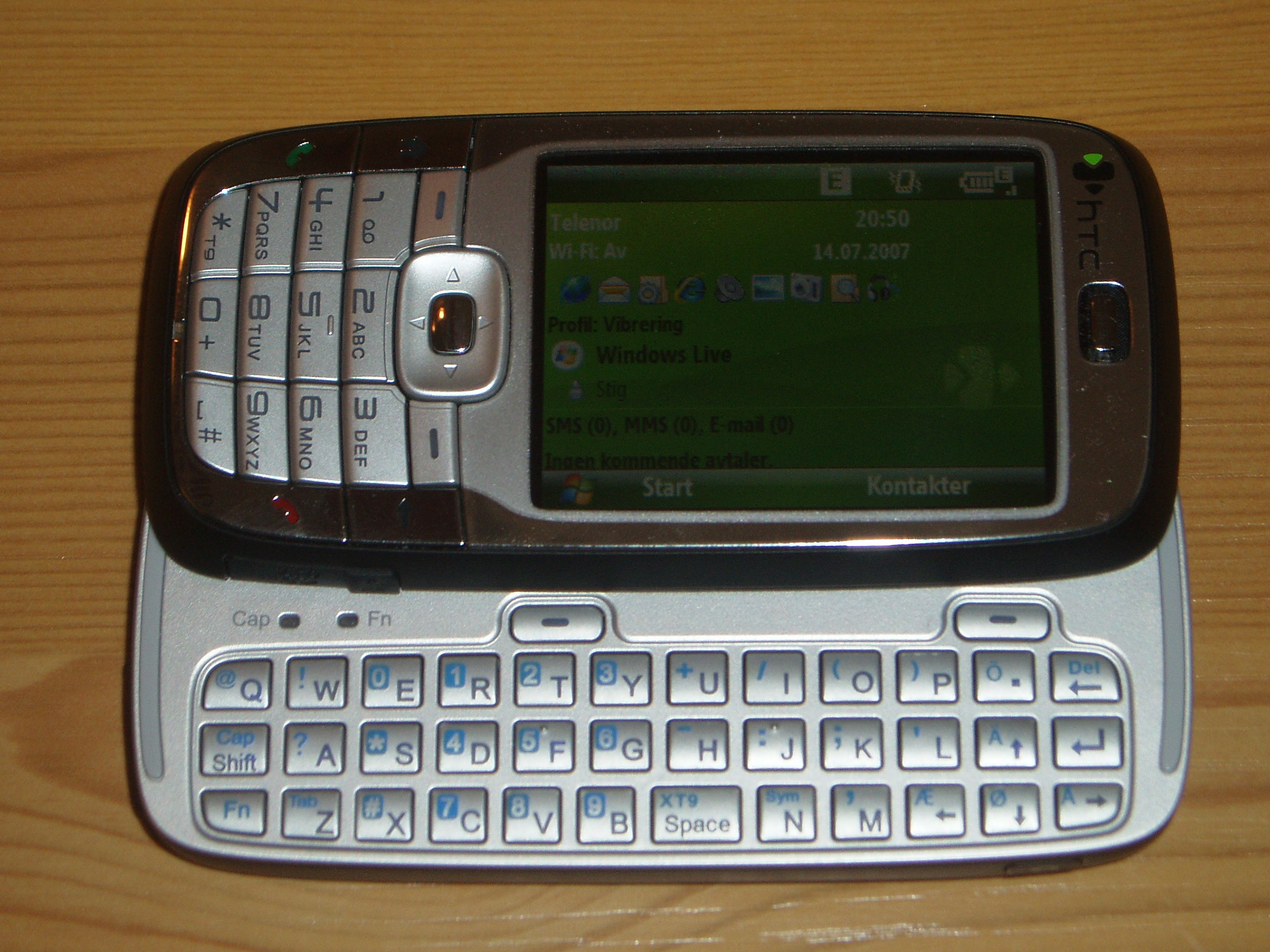
HTC S710

HTC Vox，原廠型號HTC S710，HTC S711，是台灣宏達電公司所推出的智慧型手機，全球首款搭載中文版Windows Mobile 6 Standard操作系統的智慧型手機，雙鍵盤設計，隱藏有側滑動式QWERTY全鍵盤，2007年4月於歐洲首度發表。客製版本HTC S710，HTC S711，Dopod C500，Dopod C730，Vodafone VDA V，Vodafone v1415，Vodafone v7505，SFR S710，Orange SPV E650，Swisscom XPA v1415。

## 技術規格
- 處理器：TI OMAP850 201MHz
- 作業系統：Windows Mobile 6 Standard
- 記憶體：ROM：128MB，RAM：64MB
- 尺寸：101.5 毫米 X 50 毫米 X 18.6 毫米
- 重量：140g（含電池）
- 功能按鍵：五向導航鍵、通話鍵、斷話鍵、左右功能鍵、主畫面鍵、照相鍵、音量鍵、通訊管理員鍵
- 螢幕：QVGA 解析度、2.4 吋 TFT-LCD 螢幕
- 網路：GSM/GPRS/EDGE
- Wi-Fi：IEEE 802.11 b/g
- 藍牙：Bluetooth 2.0
- 相機：200萬畫素相機，支援自動對焦功能
- 電池：1050mAh充電式鋰或鋰聚合物電池

## 外部連結
- HTC S710 概觀（页面存档备份，存于）
- HTC S710 技術規格（页面存档备份，存于）
- HTC S711 概觀
- HTC S711 技術規格